# Список глав государств в 1867 году
| 1866 ← Список глав государств по годам → 1868 |

## Азия
- Абу-Даби — Зайед ибн Халифа аль-Нахайян, шейх[англ.] (1855—1909)
- Афганистан (эмират) — 
  - Мухаммед Афзаль, эмир[англ.] (1865—1867)
  - Мухаммед Азам, эмир[англ.] (1867—1868)
- Бахрейн — Мухаммед ибн Халифа Аль Халифа, хаким (1834—1842, 1843—1868)
- Британская Индия — Джон Лоуренс, вице-король (1864—1869)
  - Аджайгарх — Ранджор Сингх, раджа (1859—1877)
  - Алвар — Шеодан Сингх Прабхакар, раджа (1857—1874)
  - Алираджпур — Ганг Део, рана (1862—1869)
  - Амбер (Джайпур) — Рам Сингх II, Махараджа савай (1835—1880)
  - Баони — Эмам ад-Даула Хусейн, наваб (1859—1883)
  - Бансвара — Лакшман Сингх, раджа (1844—1905)
  - Барвани — междуцарствие (1861—1873)
  - Барода — Кханде Гаеквад, махараджа (1856—1870)
  - Бахавалпур — Садик Мохаммад Хан IV, наваб (1866—1899)
  - Башахра[англ.] — Шамшер Сингх, рана[кат.] (1850—1887, 1898—1914)
  - Бенарес — Ишвари Прасад Нарайян Сингх, махараджа бахадур (1859—1889)
  - Биджавар — Бхам Пратап Сингх, раджа (1847—1877)
  - Биканер — Сардар Сингх, махараджа (1851—1872)
  - Биласпур (Калур) — Хира Чанд, раджа (1850—1883)
  - Бунди — Рам Сингх, махарао раджа (1821—1889)
  - Бхавнагар — Джашвантсинхжи Бхавсинхджи, такур сахиб (1854—1870)
  - Бхаратпур — Джашвант Сингх, махараджа (1853—1893)
  - Бхопал — Сикандар Бегум, наваб (1860—1868)
  - Ванканер — Банесинджи Джасвантсинхжи, махарана радж сахиб (1860—1881)
  - Гангпур[англ.] — Рагхунат Шехар Део, Раджа[англ.] (1858—1917)
  - Гархвал — Бхавани Шах, махараджа (1859—1871)
  - Гвалиор — Джаяджирао Шинде, махараджа (1843—1886)
  - Гондал — Саграмджи II Деваджи, тхакур сахиб (1866—1869)
  - Даспалла[англ.] — Нарсимха Део Бханж, раджа[англ.] (1861—1873)
  - Датия — Бхавани Сингх Бахадур, махараджа (1865—1907)
  - Девас младшее[англ.] — Нарайян Рао, раджа[англ.] (1864—1892)
  - Девас старшее[англ.] — Кришнаджи Рао II, раджа[англ.] (1860—1899)
  - Джанджира — Ибрагим Хан III, наваб (1848—1879)
  - Джайсалмер — Байри Сал, махаравал (1864—1891)
  - Джалавад (Дрангадхра) — Ранмалсинхжи Амарсинхжи, сахиб (1843—1869)
  - Джамму и Кашмир — Ранбир Сингх, махараджа (1856—1885)
  - Джаора — Мухаммад Исмаил, наваб (1865—1895)
  - Дженкантал[англ.] — Бхагиратха, Махараджа[англ.] (1830—1873)
  - Джинд — Рагубир Сингх, раджа (1864—1881)
  - Джхабуа — Гопал Сингх, раджа (1841—1895)
  - Джунагадх — Мохаммад Махабат Ханджи II, наваб (1851—1882)
  - Джхалавар — Притхви Сингх, махараджа рана (1845—1875)
  - Дир[англ.] — Гасан Хан, наваб[кат.] (1863—1874)
  - Дхолпур — Бхагвант Сингх, махараджа рана (1836—1873)
  - Дунгарпур — Удай Сингх II, Махараджа (1844—1898)
  - Дхар — Ананд Радж III Павар, раджа (1857—1858, 1860—1898)
  - Идар — Шри Сир Джаван Сингх, махараджа (1833—1868)
  - Индаур — Тукоджи Рао II Холкар XI, махараджа (1844—1886)
  - Калат — Худабад, хан (1857—1863, 1864—1893)
  - Камбей — Хусейн Явар Хан I, наваб (1841—1880)
  - Капуртхала — Рандхир Сингх, раджа-и-раджган (1861—1870)
  - Караули — Мадан Пал, махараджа (1854—1869)
  - Кач — Прагмалджи II, раджа (1860—1875)
  - Кишангарх — Притхви Сингх, махараджа (1840—1879)
  - Колхапур — Раджарам I, раджа (1866—1870)
  - Кота — Чхатар Сал Сингх II, махарао (1866—1889)
  - Кочин — Рама Варма XIV, махараджа (1864—1888)
  - Куч-Бихар — Нрипендра Нарайян, махараджа (1863—1911)
  - Лас Бела — Мир-хан II, хан (1830—1869, 1877—1888)
  - Лохару — Аминуддин Ахмад Хан, наваб (1835—1869)
  - Лунавада[англ.] — 
    - Далил Сингх, рана[англ.] (1852—1867)
    - Вакхат Сингх, рана[англ.] (1867—1929)

  - Майсур — Кришнараджа Водеяр III, султан (1799—1868)
  - Малеркотла — Эскандар Али Хан Бахадур, наваб (1857—1871)
  - Манди — Биджай Сен, раджа (1851—1902)
  - Манипур — Чандракирти Сингх, раджа[англ.] (1850—1886)
  - Марвар (Джодхпур) — Тахт Сингх, махараджа (1843—1873)
  - Мевар (Удайпур) — Шамбху Сингх, махарана (1861—1874)
  - Морви — Раваджи II Притхираджи, тхакур-сахиб (1846—1870)
  - Мудхол — Вьянкатрао II Радж Горпаде, раджа (1862—1900)
  - Набха — Бхагван Сингх,  махараджа (1863—1871)
  - Наванагар — Вибхаджи II Ранмалджи, джам сахеб (1852—1877)
  - Нарсингхгарх — Ханвант Сингжи, раджа (1827—1873)
  - Орчха — Хамир Сингх, махараджа (1865—1874)
  - Паланпур — Зоравар Мохаммад Хан, диван (1854—1878)
  - Панна — Нирпат Сингх, раджа (1849—1869)
  - Патиала — Махендра Сингх, махараджа (1862—1876)
  - Порбандар — Викрамаджи Химоджираджи, рана (1831—1900)
  - Пратабгарх — Удай Сингх, махарават (1864—1890)
  - Пудуккоттай — Рамачандра Тондемен, раджа (1839—1886)
  - Раджгарх — Моти Сингх, рават (1831—1880)
  - Раджпипла — Гамбхирсинхджи II, махарана (1860—1897)
  - Радханпур — Мухаммад Джоравар Шир Хан, наваб (1825—1874)
  - Рампур — Калб Али Хан, наваб (1865—1887)
  - Ратлам — Ранджит Сингх, раджа (1864—1893)
  - Рева — Рагхурадж Сингх Джу Део Бахадур, махараджа (1857—1880)
  - Савантвади — 
    - Кхем Савант Бхонсле IV, раджа (1812—1867)
    - Пхонд Савант IV Бхонсле, раджа (1867—1869)

  - Саилана — Дулех Сингх, раджа (1850—1895)
  - Самтхар — Чатар Сигнх, раджа (1865—1877)
  - Сангли — Дхунди Рао Чинтаман Рао, рао (1851—1901)
  - Сват[англ.] — Ахунд Абдул Гаффур, амир[англ.] (1857—1878)
  - Сирмур — Шамшер Пракаш, махараджа (1856—1898)
  - Сирохи — Умайд Сингх II, раджа (1862—1875)
  - Ситамау — 
    - Раж Рам Сингх I, раджа (1802—1867)
    - Бхавани Сингх, раджа (1867—1885)

  - Сонепур — Ниладхар Сингх Део, раджа (1841—1891)
  - Сукет — Угар Сен II, раджа (1838—1876)
  - Тонк — 
    - Мухаммад Али Хан, наваб (1864—1867)
    - Мухаммад Ибрагим Али Хан, наваб (1867—1930)

  - Траванкор — Айильям Тхирунал Рама Варма III, махараджа (1860—1880)
  - Трипура — Бир Чандра Маникья, раджа (1862—1896)
  - Фаридкот — Вазир Сингх, махараджа (1849—1874)
  - Хаирпур — Али Мурад Хан, мир (1842—1894)
  - Хайдарабад — Асаф Джах V, низам (1857—1869)
  - Харан — Азад, мир (1833—1885)
  - Хиндол[англ.] — Ишвар Сингх, раджа[англ.] (1841—1874)
  - Хунза[англ.] — Мохаммад Газан Хан I, мир[англ.] (1863—1886)
  - Чамба — Шри Сингх, раджа (1844—1870)
  - Чаркхари — Джай Сингх Део, раджа (1860—1880)
  - Читрал — Аман уль-Мульк, мехтар (1857—1892)
  - Чхатарпур — 
    - Джагат Сингх, раджа (1854—1867)
    - Вишванатх Сингх, раджа (1867—1895)

  - Шахпура — Лакшман Сингх, раджа (1853—1869)
- Бруней — Абдул Момин, султан (1852—1885)
- Бутан — Цонду Пекар, друк дези (1866—1870)
- Вьетнам — Нгуен Зык-тонг, император (1847—1883)
- Дубай — Хашер ибн Мактум, шейх (1859—1886)
- Индонезия —
  - Аче — Алауддин Ибрагим Мансур Шах, султан (1857—1870)
  - Бачан — Мухаммад Садик, султан[англ.] (1862—1889)
  - Дели — Махмуд аль-Рашид Перкаша Алам Шах, туанку (1858—1873)
  - Джокьякарта — Хаменгкубувоно VI, султан (1855—1877)
  - Ланфан[англ.] — Лю Ашэн, президент[англ.] (1848—1876)
  - Мангкунегаран — Мангкунегара IV, султан (1853—1881)
  - Понтианак — Хамид I Алькадри, султан (1855—1872)
  - Саравак — Джеймс Брук, раджа (1841—1868)
  - Сиак — Аль-Саид аль-Шариф Касим Абдул Джалил Зияифуддин, Султан (1864—1889)
  - Сулу — Джамаль уль-Азам, султан[англ.] (1862—1881)
  - Суракарта — Пакубовоно IX, сусухунан (1861—1893)
  - Тернате — Мухаммад Арсьяд, султан (1859—1876)
  - Тидоре — 
    - междуцарствие (1865—1867)
    - Саид Ахмад Фатуддин Зия, султан[англ.] (1867—1892)
- Иран  — Насер ад-Дин, шах (1848—1896)
- Йемен —
  - Акраби — Абдалла ибн Хайдара аль-Акраби, шейх (1858—1905)
  - Аудхали — Ахмад ибн Салих, |султан (ок. 1820—1870)
  - Верхний Аулаки — Авад ибн Абдалла, султан (1862—1879)
  - Верхняя Яфа — Хусейн бин Аби Бакр бин Кахтан аль-Хархара, султан (1866—1875)
  - Катири — Галиб ибн Мухсин аль-Катир, султан (1830—1880)
  - Лахедж — Фадл IV ибн Мухсин, султан (1863—1874)
  - Мафлахи — Аль-Касим аль-Саккаф, шейх (1850—1885)
  - Нижний Аулаки — Абу Бакр I ибн Абдаллах аль-Аулаки, султан (1863—1892)
  - Нижняя Яфа — Ахмад I ибн Али аль-Афифи, султан (1841—1873)
  - Фадли — Ахмад IV бин Абдаллах аль-Фадли, султан (1828—1870)
  - Хаушаби — Али I ибн Мани аль-Хаушаби, султан (1863—1886)
  - Шаиб — Мани аль-Саклади, шейх (ок. 1850—1880)
- Камбоджа — Нородом I, король (1860—1904)
- Китай (Империя Цин)  — Тунчжи (Цзайчунь), император[англ.] (1861—1875)
- Кувейт — Абдалла II ибн Сабах ас-Сабах, шейх (1866—1892)
- Лаос  —
  - Луангпхабанг  — Чантарат, король (1850—1868)
  - Тямпасак  — Кхам Сук, король (1863—1900)
- Малайзия —
  - Джохор — Абу Бакар, теменггонг[англ.] (1862—1868)
  - Кедах — Ахмад Таджуддин Мукаррам Шах I, султан[англ.] (1854—1879)
  - Келантан — Мухаммад II, раджа[англ.](1837—1886)
  - Негери-Сембилан — Имам, ямтуан бесар (1861—1869)
  - Перак — Али аль-Мукаммаль Инайят-Шах, султан (1865—1871)
  - Перлис — Сайед Хуссейн, раджа (1843—1873)
  - Селангор — Абдул Самад, султан (1857—1898)
  - Сетул[англ.] — Тунку Мухаммад Акиб ибн аль-Мархум Бинсу, раджа[англ.] (1843—1876)
  - Тренгану — Омар Риаят Шах, султан (1839—1876)
- Мальдивы — Мухаммад Имадуддин IV, султан (1835—1882)
- Мьянма (Бирма) —
  - Йонгве[англ.] — Сао Монг, Саофа[англ.] (1864—1885, 1897—1926)
  - Кенгтунг[англ.] — Маха Пон, саофа[англ.] (1857—1876)
  - Конбаун — Миндон, царь (1853—1878)
  - Локсок (Ятсок)[англ.] — Сао Венг, саофа[англ.] (1856—1881, 1886—1887)
  - Мокме[англ.] — 
    - Ко Лан, саофа[англ.] (1844—1867, 1868—1887)
    - Хкун Хмом I, саофа[англ.] (1867—1868)

  - Монгнай[англ.] — Хкун Ну Ном, саофа[англ.] (1852—1875)
  - Монгпай[кат.] — Хкам Йон, саофа[кат.] (1836—1890)
  - Монгпон[англ.] — Хкун Та, саофа[англ.] (1860—1928)
  - Сенви[англ.] — 
    - У Ма Нга, саофа[англ.] (1866—1867)
    - Сао Сенг Но Хпа, саофа[англ.] (1845—1848, 1853—1855, 1867—1869, 1874—1875, 1876—1879)

  - Сипау[англ.] — Кья Хкен, саофа[англ.] (1866—1882)
- Непал — 
  - Сурендра Бикрам, король (1847—1881)
  - Джанг Бахадур Рана, премьер-министр (1846—1856, 1857—1877)
- Оман — Селим ибн Тувайни, султан (1866—1868)
- Османская империя — Абдул-Азиз, султан (1861—1876)
- Рюкю — Сё Тай, ван (1848—1879)
- Сиам (Раттанакосин)  — Рама IV (Монгкут), король (1851—1868)
- Сикким — Сидеконг Намгьял, чогьял (1863—1874)
- Саудовская Аравия —
  - Джебель-Шаммар — Талал ибн Абдаллах Аль Рашид, эмир (1847—1868)
  - Неджд — Абдуллах ибн Фейсал, эмир (1865—1871, 1871—1873, 1876—1889)
- Тибет — Тинлей Гьяцо (Далай-лама XII), далай-лама[англ.] (1860—1875)
- Узбекистан —
  - Бухарский эмират — Музаффар, эмир (1860—1885)
  - Кокандское ханство — Худояр, хан (1844—1858, 1862—1863, 1866—1875)
  - Хивинское ханство (Хорезм) — Мухаммад Рахим II, хан (1864—1910)
- Филиппины —
  - Магинданао — Мухаммад Макаква, султан (1854—1884)
- Чосон  — Коджон, ван (1864—1897)
- Шарджа  — Халид I бин Султан аль-Касими, эмир (1866—1868)
- Япония —
  - Осахито (император Комэй), император (1846—1867)
  - Муцухито (император Мэйдзи), император (1867—1912)
  - Токугава Ёсинобу, сёгун (1866—1867)
  - в 1868 году сёгунат ликивдирован

## Америка
- Аргентина — Бартоломе Митре, президент (1862—1868)
- Боливия — Мануэль Мариано Мельгарехо, президент (1864—1871)
- Бразильская империя — Педру II, император (1831—1889)
- Венесуэла — Хуан Крисостомо Фалькон, президент (1863—1868)
- Гаити — 
  - Фабр Жеффрар, президент (1859—1867)
  - Ниссаж Саже, президент (1867, 1869—1874)
  - Сильвен Сальнав, президент (1867—1869)
- Гватемала — Висенте Серна Сандоваль, президент (1865—1871)
- Гондурас — Хосе Мария Медина, президент (1863, 1864—1865, 1866—1869, 1870—1874, 1876)
- Доминиканская Республика — Хосе Мария Кабраль-и-Луна, президент (1866—1868)
- Канада — 
  - Виктория, королева (1867—1901)
  - Чарльз Монк, генерал-губернатор (1867—1868)
  - Джон Александр Макдональд, премьер-министр (1867—1873, 1878—1891)
- Колумбия — 
  - Томас Сиприано де Москера, президент (1861—1864, 1866—1867)
  - Сантос Акоста, президент (1867—1868)
- Коста-Рика — Хосе Мария Кастро, президент (1847—1849, 1866—1868)
- Мексиканская империя — 
  - Максимилиан I, император (1864—1867)
  - в 1867 году ликвидирована
- Мексиканская республика — Бенито Хуарес, президент (1858—1872)
- Никарагуа — 
  - Томас Мартинес Герреро, президент (1857—1867)
  - Фернандо Гусман Солорсано, президент (1867—1871)
- Парагвай — Франсиско Солано Лопес, президент (1862—1869)
- Перу — Мариано Игнасио Прадо, президент (1865—1868, 1876—1879)
- Сальвадор — Франсиско Дуэньяс Диас, президент (1851—1854, 1863—1871)
- Соединённые Штаты Америки — Эндрю Джонсон, президент (1865—1869)
- Уругвай — Венансио Флорес, президент (1854—1855, 1865—1868)
- Чили — Хосе Хоакин Перес, президент (1861—1871)
- Эквадор — 
  - Херонимо Каррион, президент (1865—1867)
  - Педро Хосе де Арета, и.о. президента (1867—1868)

## Африка
- Аусса — Мухаммад ибн Ханфаде, султан (1862—1902)
- Ашанти — 
  - Кваку Дуа I, ашантихене (1834—1867)
  - Кофи Карикари, ашантихене (1867—1874)
- Баоль[фр.] — Тье Яссин Нгоне Жеген, тень[фр.] (1854—1855, 1856—1860, 1860—1871)
- Багирми — Абу-Секкин Мохаммед IV, султан (1858—1870, 1871—1884)
- Бамум — Нсангу, мфон (султан)[англ.] (1865—1884)
- Бени-Аббас[англ.] — Мохамед Мокрани, султан[фр.] (1853—1871)
- Бенинское царство — Адоло, оба[англ.] (1848—1888)
- Буганда — Мтеза, кабака (1856—1884)
- Буньоро — Кьебамбе IV, омукама (1852—1869)
- Бурунди — Мвези IV Гисабо, мвами (король) (1850—1908)
- Бусса[англ.] — Кигера II Джибрим дан Торо дан Киторо, киб (1862—1895)
- Вадаи — Али ибн Мухаммад, колак (султан)[англ.] (1858—1874)
- Варсангали[англ.] — Аюль, султан[кат.] (1830—1889)
- Вогодого — Куту I, нааба (1850—1871)
- Волаитта (Велайта)[нем.] — Гобе, каво[англ.] (1845—1886)
- Газа[англ.] — Мзила, инкоси[кат.] (1861—1862, 1862—1884)
- Гаро (Боша) — Дагойе, тато[англ.] (1865—1883)
- Гвирико[англ.] — Али Дьян, царь[англ.] (1854—1878)
- Дагомея — Глеле, ахосу (1858—1889)
- Дамагарам — Танимун дан Сулейман, султан (1841—1843, 1851—1884)
- Дарфур — Мухаммад IV Хусейн ибн Мухаммад Фадл, султан (1839—1873)
- Денди[англ.] — Уанкуа, аскья[англ.] (1865—1868)
- Денкира[англ.] — Квеси Кьеи I, денкирахене[англ.] (1859—1869)
- Джимма[англ.] — Абба Гомоль, король[англ.] (1862—1878)
- Джолоф — Бакан-Там Хаари, буур-ба[англ.] (1863—1871)
- Египетский хедиват — Исмаил-паша, хедив (1867—1879)
- Занзибар — Маджид ибн Саид, султан (1856—1870)
- Зулусское королевство — Мпанде, инкоси (король) (1840—1872)
- Кайор — Ма-Джоджо Джеген Коду Фаль, дамель (1861—1862, 1864—1868)
- Каффа — Кае Шеротшо, царь (1854—1870)
- Кенедугу — Тиба Траоре, фаама (1866—1893)
- Койя — Баи Канта, обаи (1859—1872)
- Конго — Педро V, маниконго[англ.] (1859—1891)
- Либерия — Дэниел Бэшиел Уорнер, президент (1864—1868)
- Лунда — Мутеб II а Сикомб, муата ямво[англ.] (1857—1873)
- Маджиртин — Кисмаан II Осман Махмуд, султан (1860—1927)
- Малагасийское королевство — Расухерина, королева (1863—1868)
- Мандара — Букар Нарбанья, султан (1842—1894)
- Марокко — Мухаммед IV, султан (1859—1873)
- Нри[англ.] — Энвелеана I, эзе[англ.] (1795—1886)
- Оранжевое Свободное Государство — Йоханнес Бранд, государственный президент (1864—1888)
- Руанда — Кигели IV Рвабугири, мвами (1853—1895)
- Салум — Факха Фаль, маад (1864—1871)
- Свазиленд (Эватини) — Мсвати II, нгвеньяма (король) (1840—1865)
- Сокото — 
  - Алию Карами, султан[англ.] (1866—1867)
  - Ахмаду Руфаи, султан[англ.] (1867—1873)
- Такали[англ.] — Назир, мукук[англ.] (1860—1884)
- Тиджания Омара ал-Хаджа — Ахмаду Секу Тол, фаама (1864—1892)
- Трарза — Сиди Мбарика ульд Мохаммед, эмир (1860—1871)
- Тунис — Мухаммад III ас-Садик, бей (1859—1882)
- Харар[англ.] — Мухамед ибн Али Абд аш-Шакур, эмир[англ.] (1866—1875)
- Эфиопия — Теодрос II, император (1855—1868)
- Южно-Африканская Республика (Трансвааль) — Мартинус Вессел Преториус, президент (1857—1860, 1864—1871)

## Европа
- Австро-Венгрия — Франц Иосиф I, император (1848—1916)
- Андорра — 
  - Наполеон III, князь-соправитель (1848—1870)
  - Хосеп Кайксаль-и-Эстраде, епископ Урхельский, князь-соправитель (1853—1879)
- Бавария — Людвиг II, король (1864—1886)
- Баден — Фридрих I, великий герцог (1856—1907)
- Бельгия —
  - Леопольд II, король (1865—1909)
  - Шарль Рожье, премьер-министр (1847—1852, 1857—1868)
- Великобритания и Ирландия —
  - Виктория, королева (1837—1901)
  - Эдуард Смит-Стэнли, премьер-министр (1852, 1858—1859, 1866—1868)
- Вюртемберг — Карл I, король (1864—1891)
- Гессен — Людвиг III, великий герцог (1848—1877)
- Северогерманский союз —
  - Ангальт — Леопольд IV, герцог (1863—1871)
  - Брауншвейг — Вильгельм, герцог (1830—1884)
  - Вальдек-Пирмонт — Георг Виктор, князь (1845—1893)
  - Мекленбург-Стрелиц — Фридрих Вильгельм II, великий герцог (1860—1904)
  - Мекленбург-Шверин — Фридрих Франц II, великий герцог (1842—1883)
  - Ольденбург — Пётр II, великий герцог (1853—1900)
  - Пруссия — Вильгельм I, король (1861—1888)
    - Олесницкое княжество (герцогство Эльс) — Вильгельм Брауншвейгский, князь (1815—1884)

  - Рейсс-Гера — 
    - Генрих LXVII, князь (1854—1867)
    - Генрих XIV, князь (1867—1913)

  - Рейсс-Грейц — Генрих XXII, князь (1859—1902)
  - Саксония — Иоганн, король (1854—1873)
    - Саксен-Альтенбург — Эрнст I, герцог (1853—1908)
    - Саксен-Веймар-Эйзенах — Карл Александр, великий герцог (1853—1901)
    - Саксен-Кобург-Гота — Эрнст II, герцог (1844—1893)
    - Саксен-Мейнинген — Георг II, герцог (1866—1914)

  - Шаумбург-Липпе — Адольф I Георг, князь (1860—1893)
  - Шварцбург-Зондерсгаузен — Гюнтер Фридрих Карл II, князь (1835—1880)
  - Шварцбург-Рудольштадт — 
    - Фридрих Гюнтер, князь (1807—1867)
    - Альберт, князь (1867—1869)
- Греция —
  - Георг I, король (1863—1913)
  - Александрос Кумундурос, премьер-министр (1865, 1866—1868, 1870—1871, 1875—1877, 1878—1880, 1880—1882)
- Дания — 
  - Кристиан IX, король (1863—1906)
  - Кристиан Эмиль Фрийс, премьер-министр (1865—1870)
- Испания — Изабелла II, королева (1833—1868)
- Италия — 
  - Виктор Эммануил II, король (1861—1878)
  - Беттино Рикасоли, премьер-министр (1861—1862, 1866—1867)
  - Урбано Раттацци, премьер-министр (1862, 1867)
  - Луиджи Федерико Менабреа, премьер-министр (1867—1869)
- Лихтенштейн — Иоганн II, князь (1858—1929)
- Люксембург — 
  - Вильгельм III, великий герцог (1849—1890)
  - Виктор де Торнако, премьер-министр (1860—1867)
  - Эмманюэль Серве, премьер-министр (1867—1874)
- Молдовы и Валахии соединённые княжества — Кароль I, господарь (1866—1881)
- Монако — Карл III, князь (1856—1889)
- Нидерланды — 
  - Виллем III, король (1849—1890)
  - Юлиус Филип ван Зёйлен ван Нейевелт, премьер-министр (1866—1868)
- Норвегия — Карл IV (король Швеции Карл XV), король (1859—1872)
- Папская область — Пий IX, папа (1846—1878)
- Португалия — Луиш I, король (1861—1889)
- Российская империя — Александр II, император (1855—1881)
- Сербия — Михаил Обренович, князь (1839—1842, 1860—1868)
- Франция — Наполеон III, император (1852—1870)
- Черногория — Никола I Петрович, князь (1860—1910)
- Чехия — Франц Иосиф I, король (1848—1916)
- Швейцария — Констан Форнеро, президент (1857, 1863, 1867)
- Швеция — Карл XV, король (1859—1872)

## Океания
- Гавайи — Камеамеа V, король (1863—1872)
- Новая Зеландия — 
  - Виктория, королева (1840—1901)
  - Джордж Грей, губернатор (1861—1868)
  - Эдвард Стаффорд, премьер-министр (1856—1861, 1865—1869, 1872)
- Таити — Помаре IV, король (1827—1877)

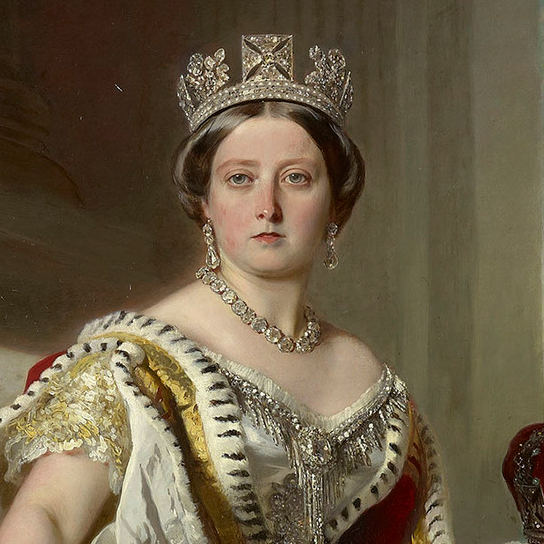
Виктория 1837-1901 Королева Великобритании
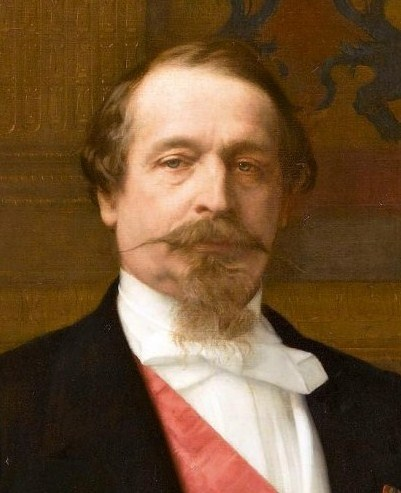
Наполеон III 1852-1870 Император Франции
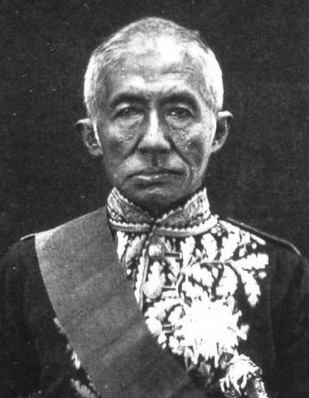
Монгкут (Рама IV) 1851-1868 Король Сиама
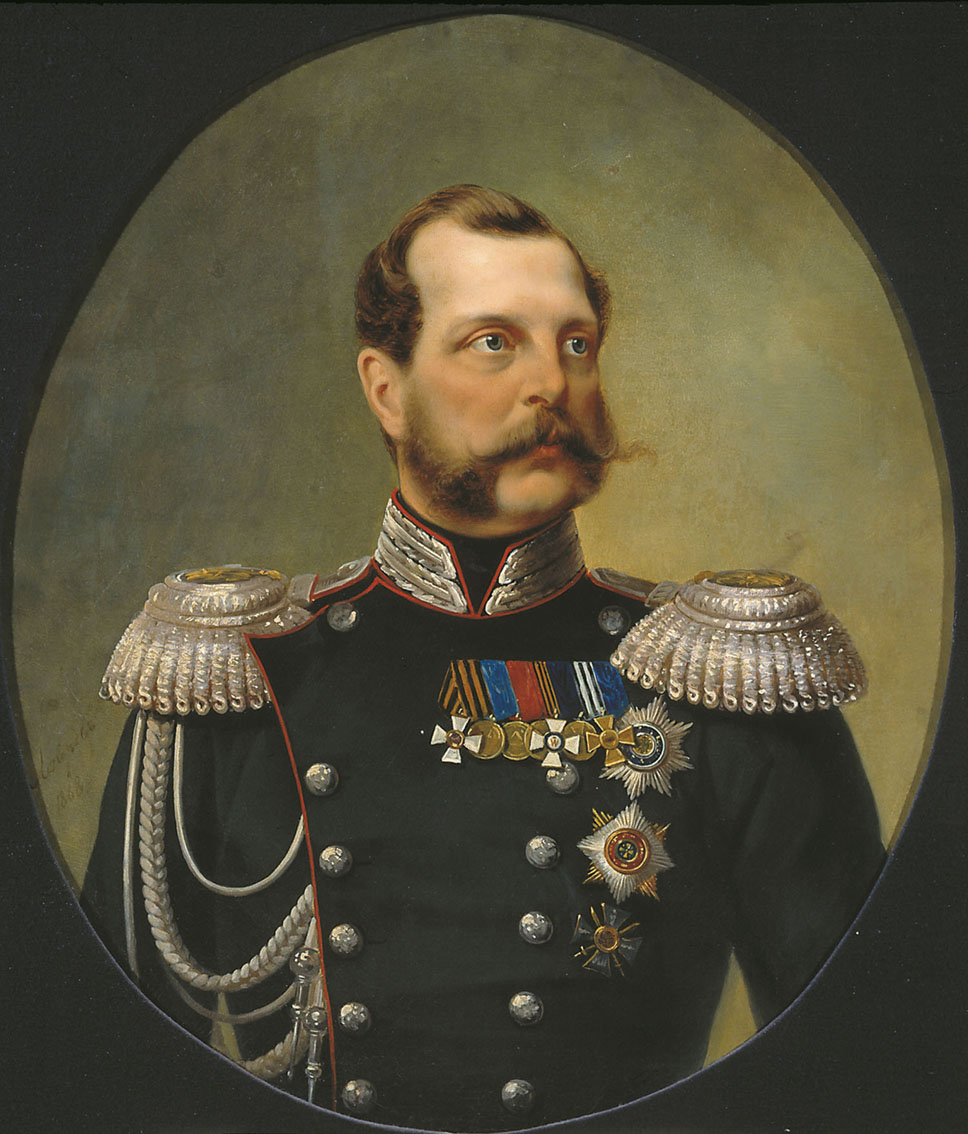
Александр II 1855-1881 Император Всероссийский
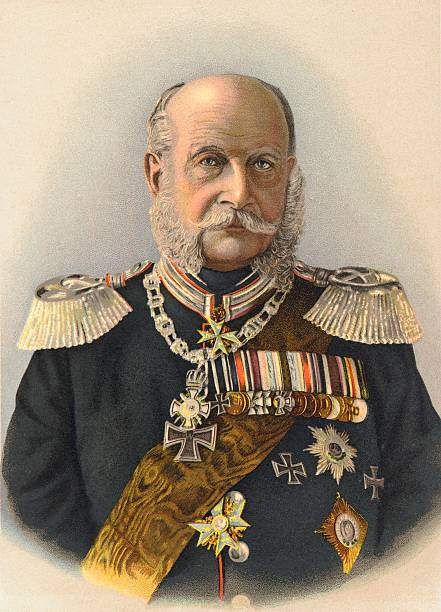
Вильгельм I 1861-1888 Король Пруссии
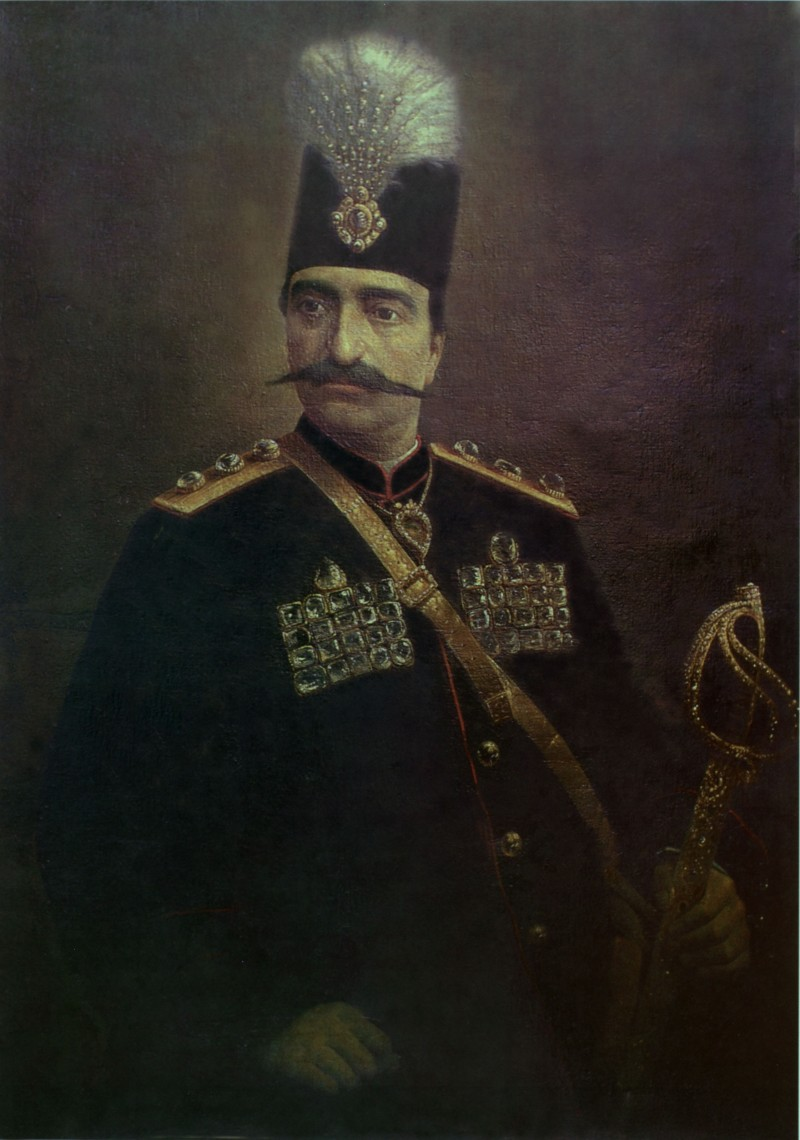
Насер ад-Дин 1848-1896 Шах Ирана
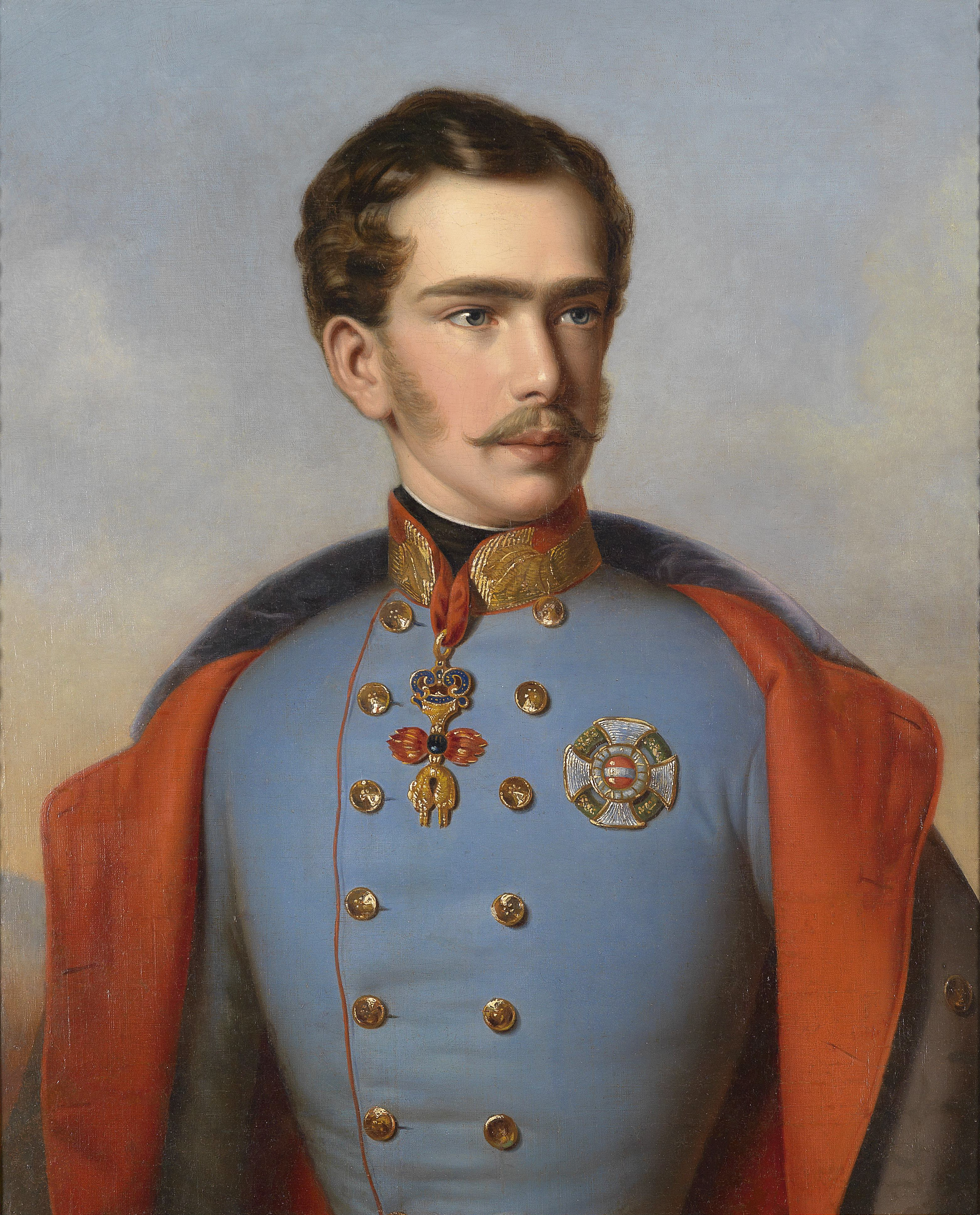
Франц-Иосиф I 1848-1916 Император Австро-Венгрии и король Чехии
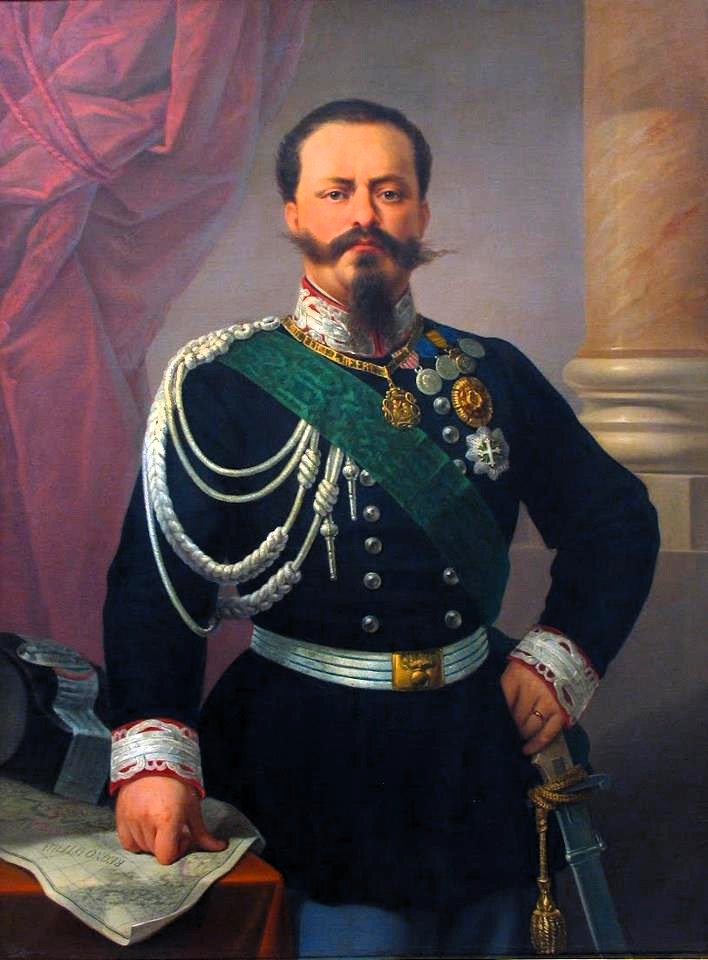
Виктор Эммануил II 1861-1878 Король Италии
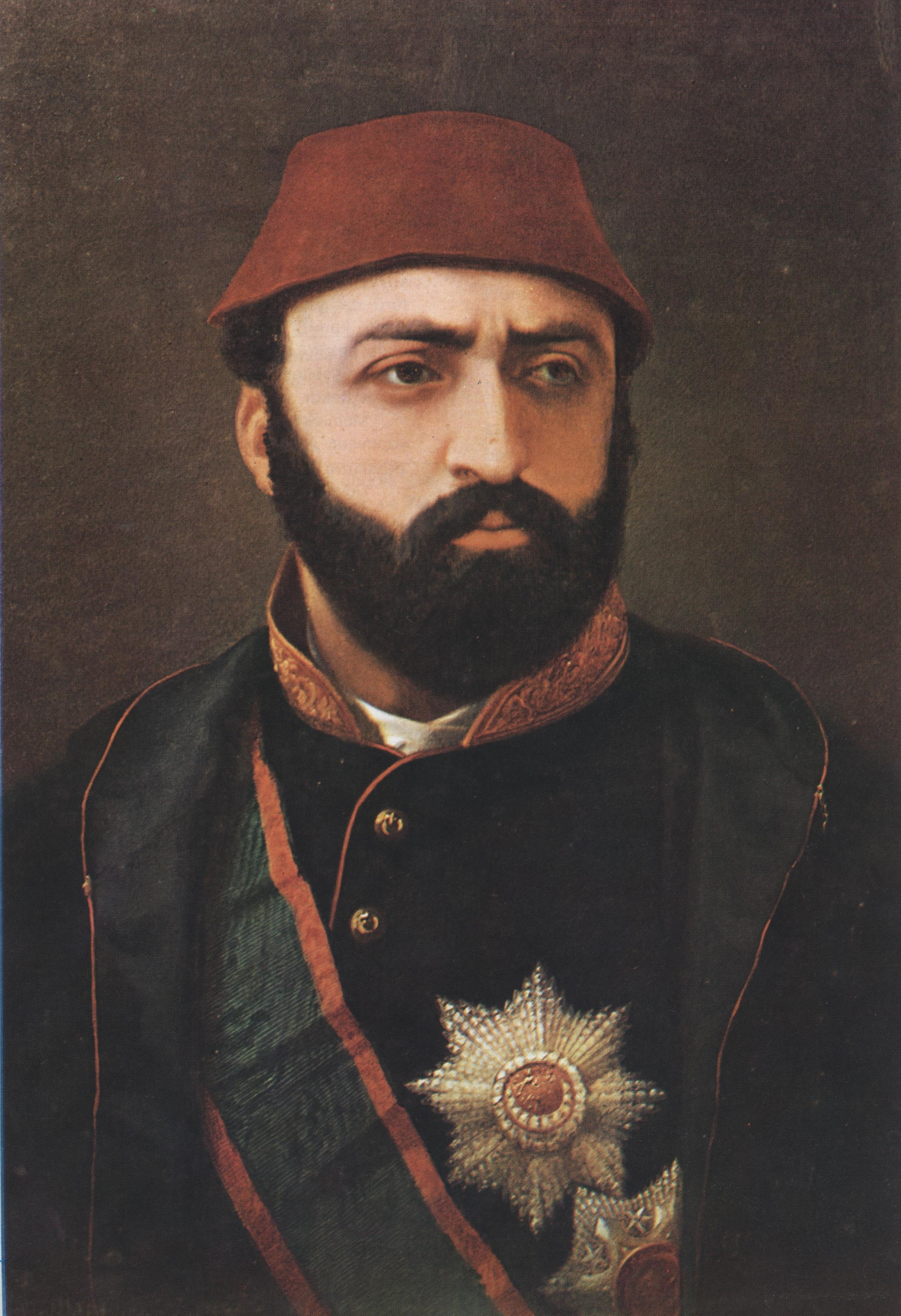
Абдул-АзизI 1861-1876 Османский султан
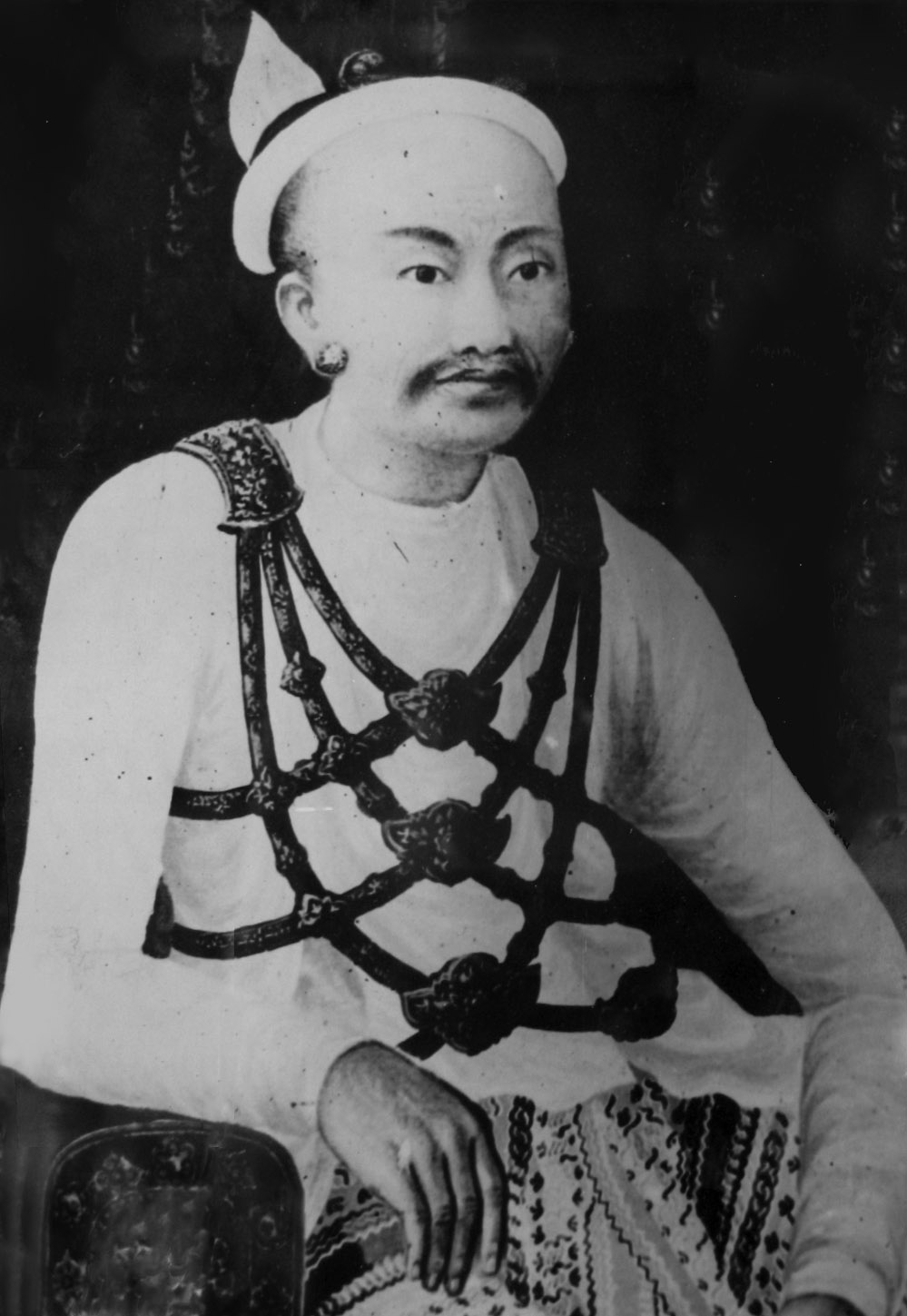
Миндон 1853-1878 Король Бирмы
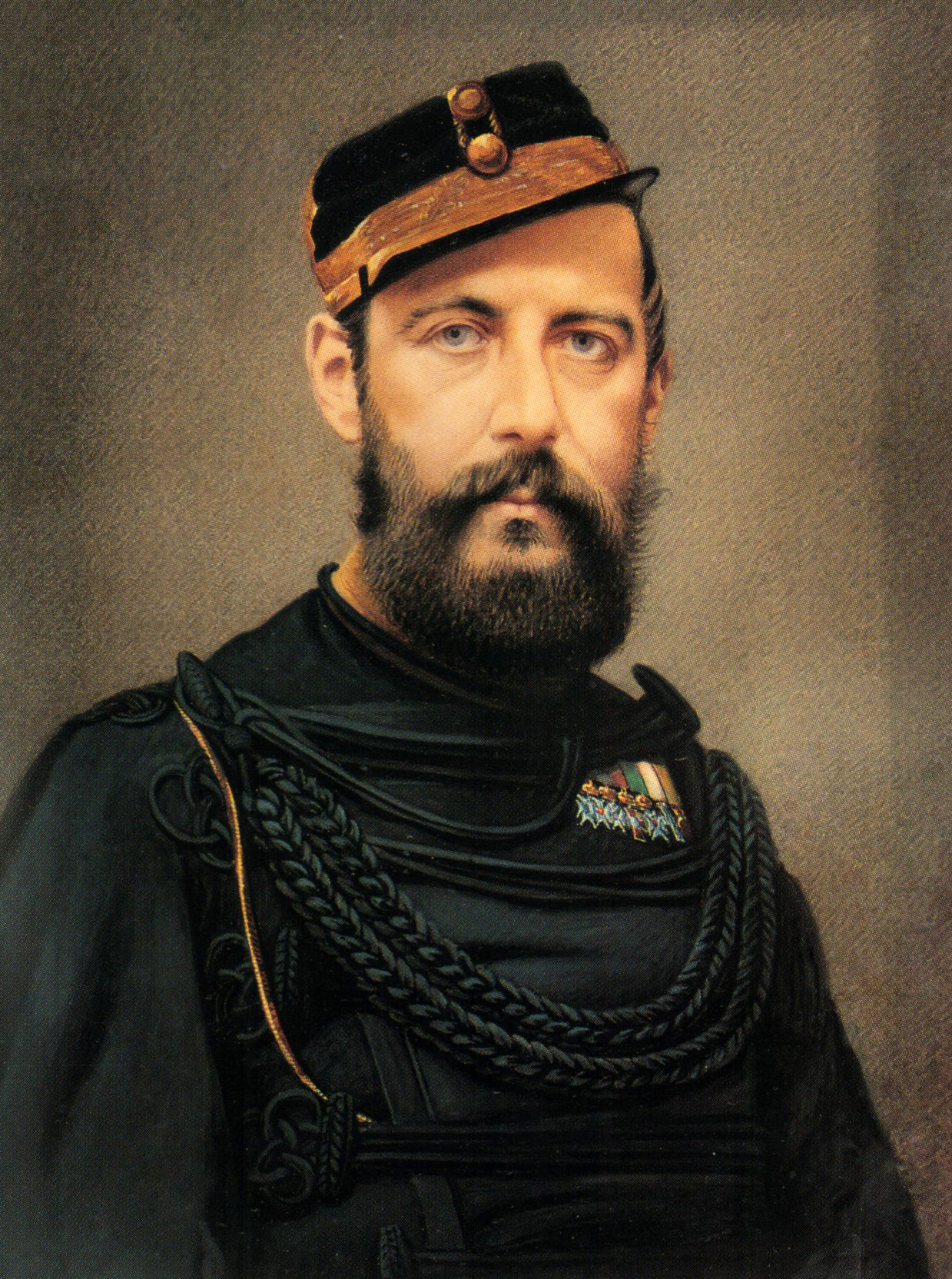
Карл XV 1859-1872 Король Швеции и Норвегии
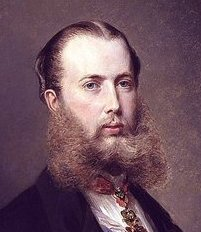
Максимилиан I 1864-1867 Император Мексики
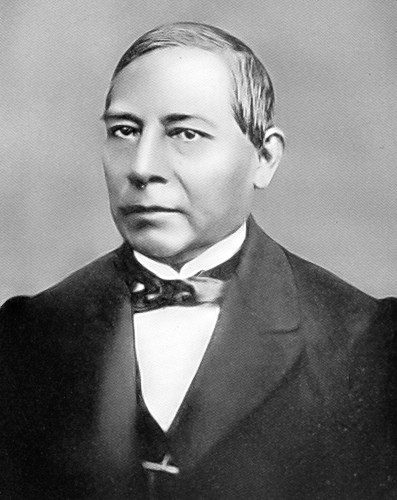
Бенито Хуарес 1858-1872 Президент Мексики
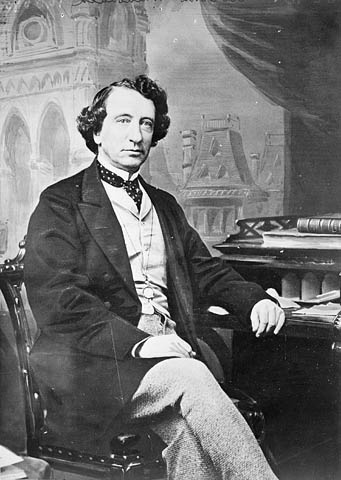
Джон Александр Макдональд 1867-1873,1878-1891 Премьер-министр Канады
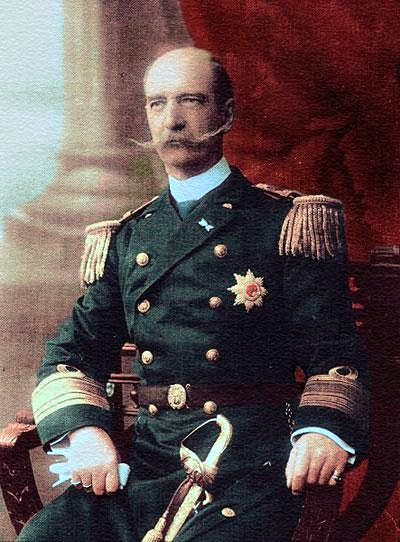
Георг I 1863-1913 Король Греции
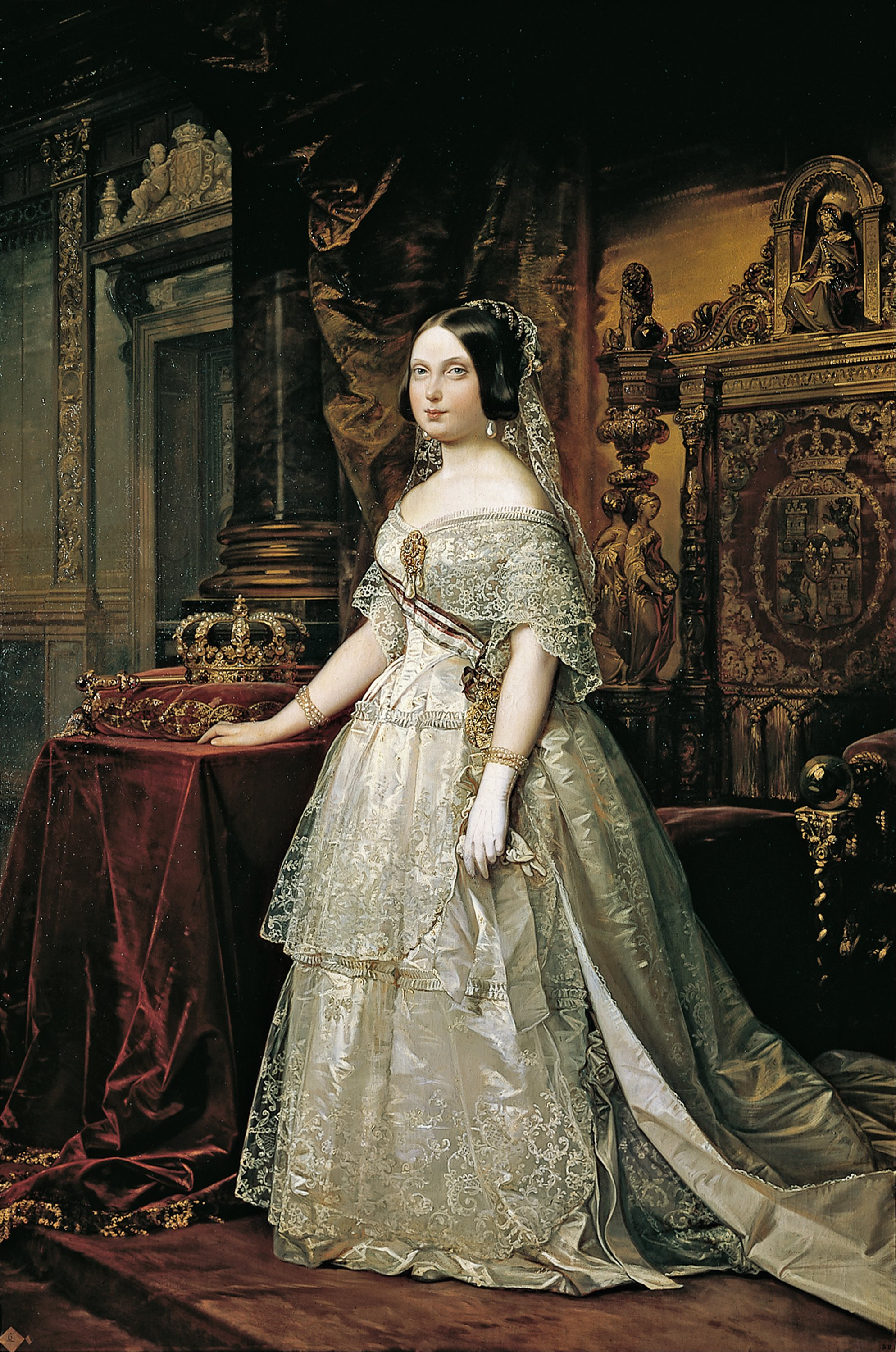
Изабелла II 1833-1868 Королева Испании
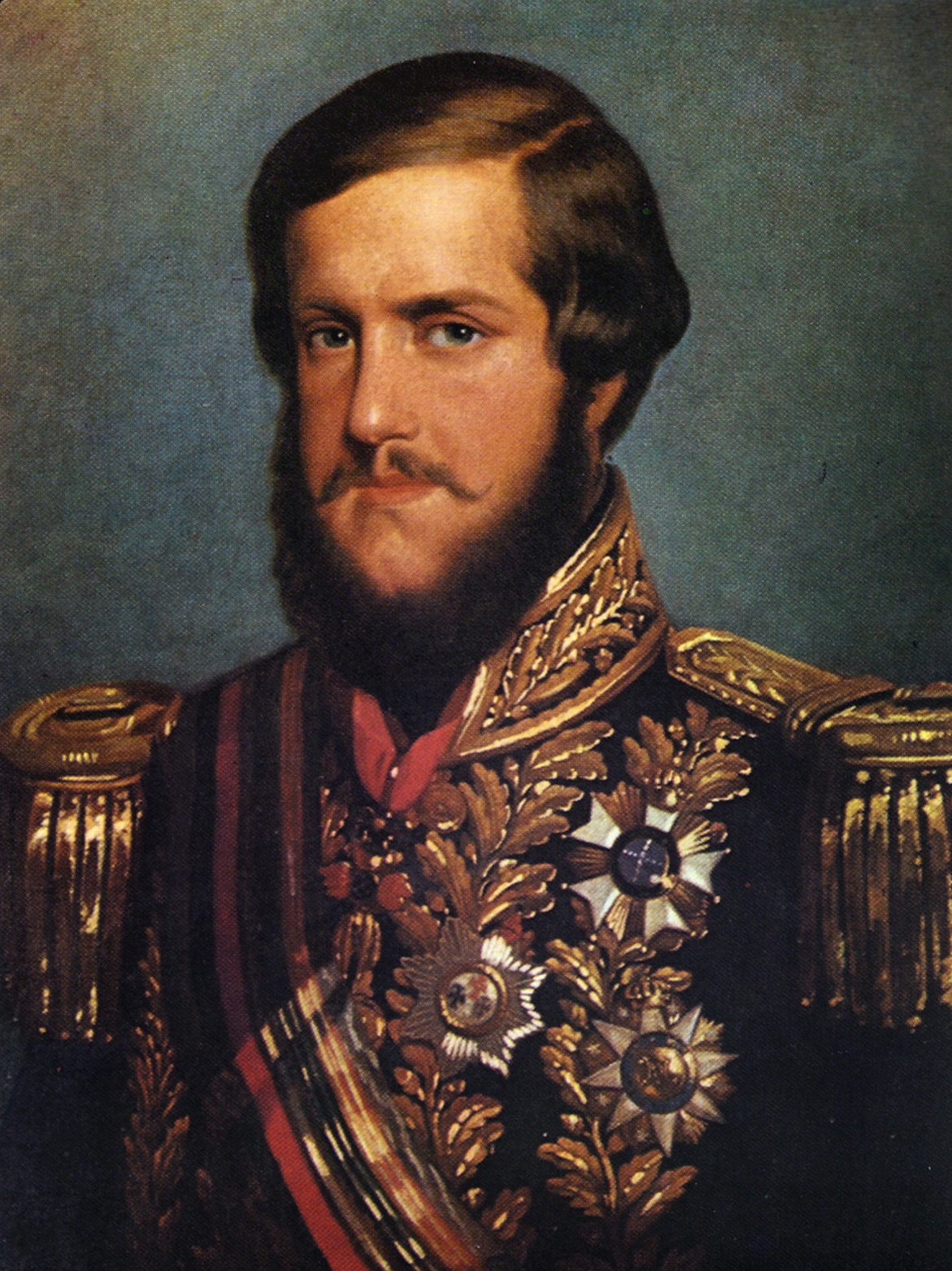
Педру II 1831-1889 Император Бразилии
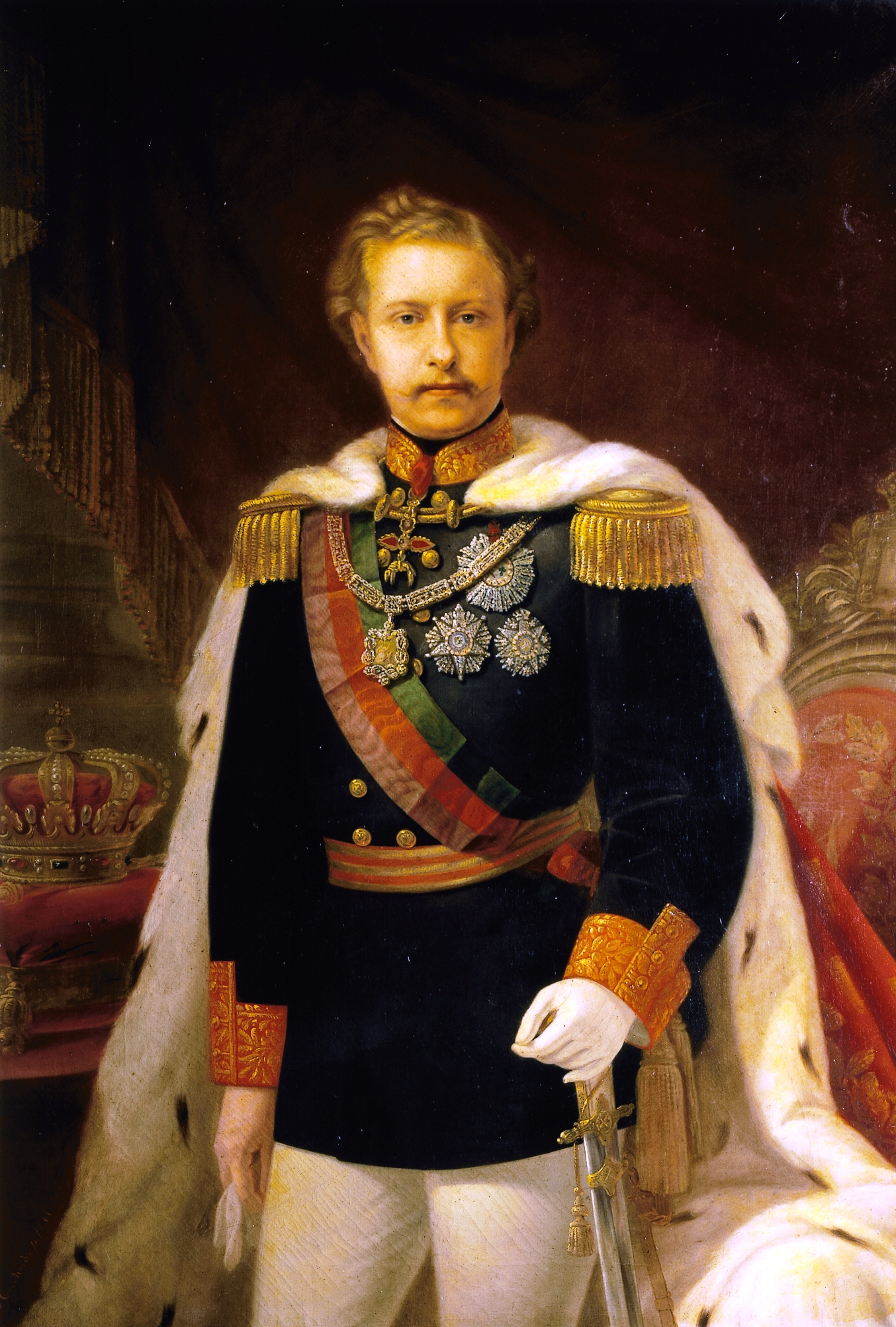
Луиш I 1861-1889 Король Португалии
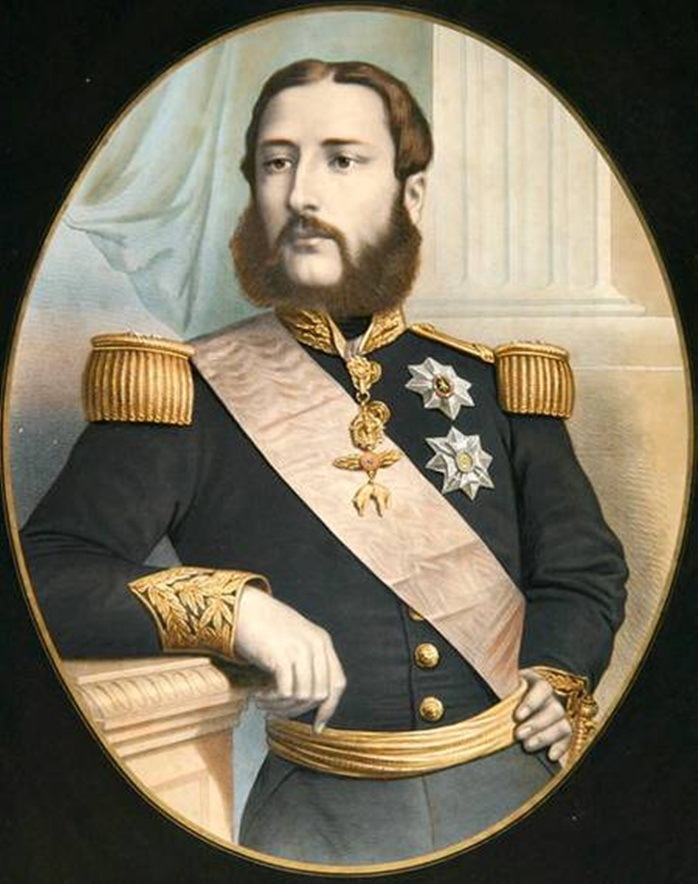
Леопольд II 1865-1909 Король Бельгии
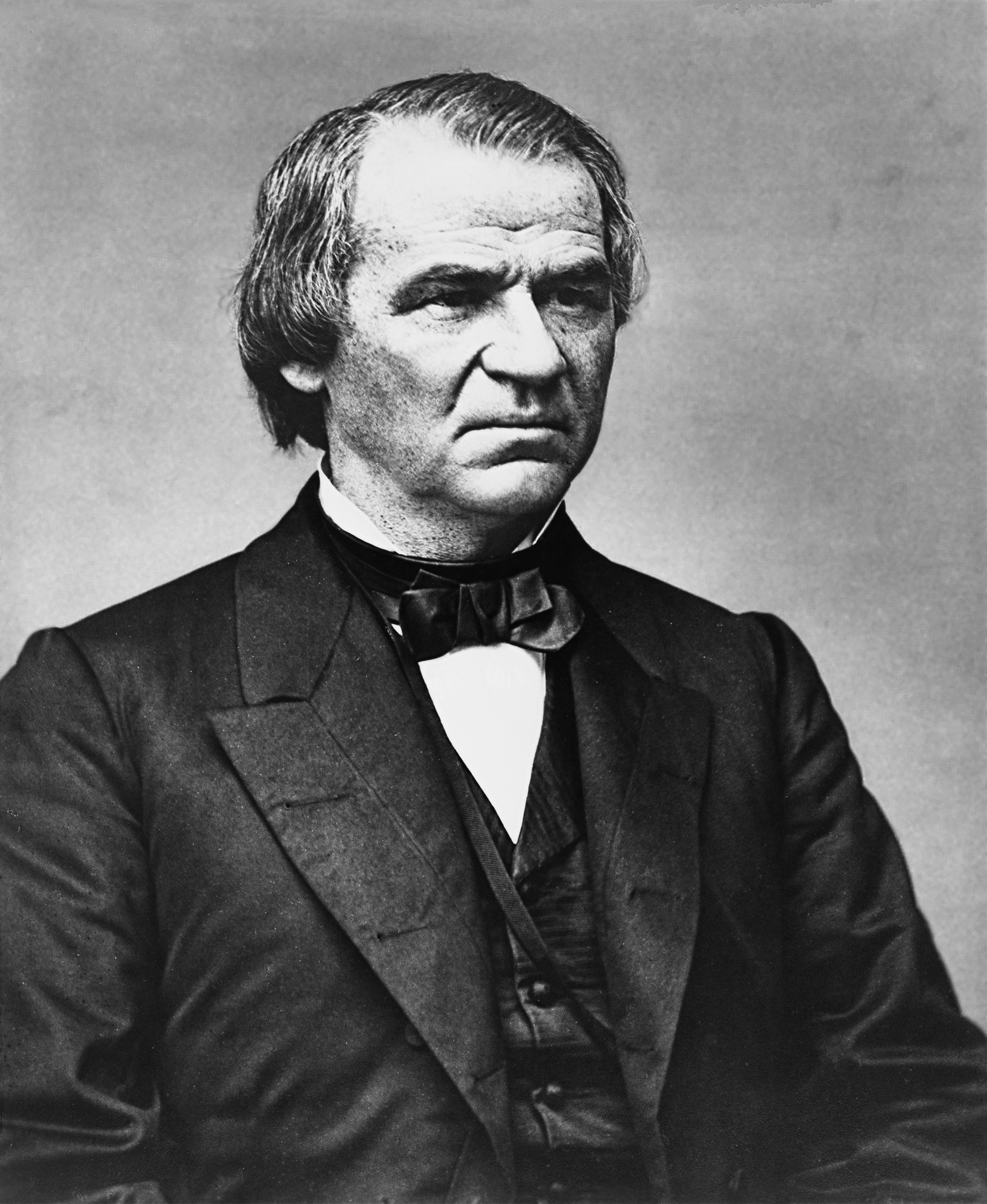
Эндрю Джонсон 1865-1869 Президент США
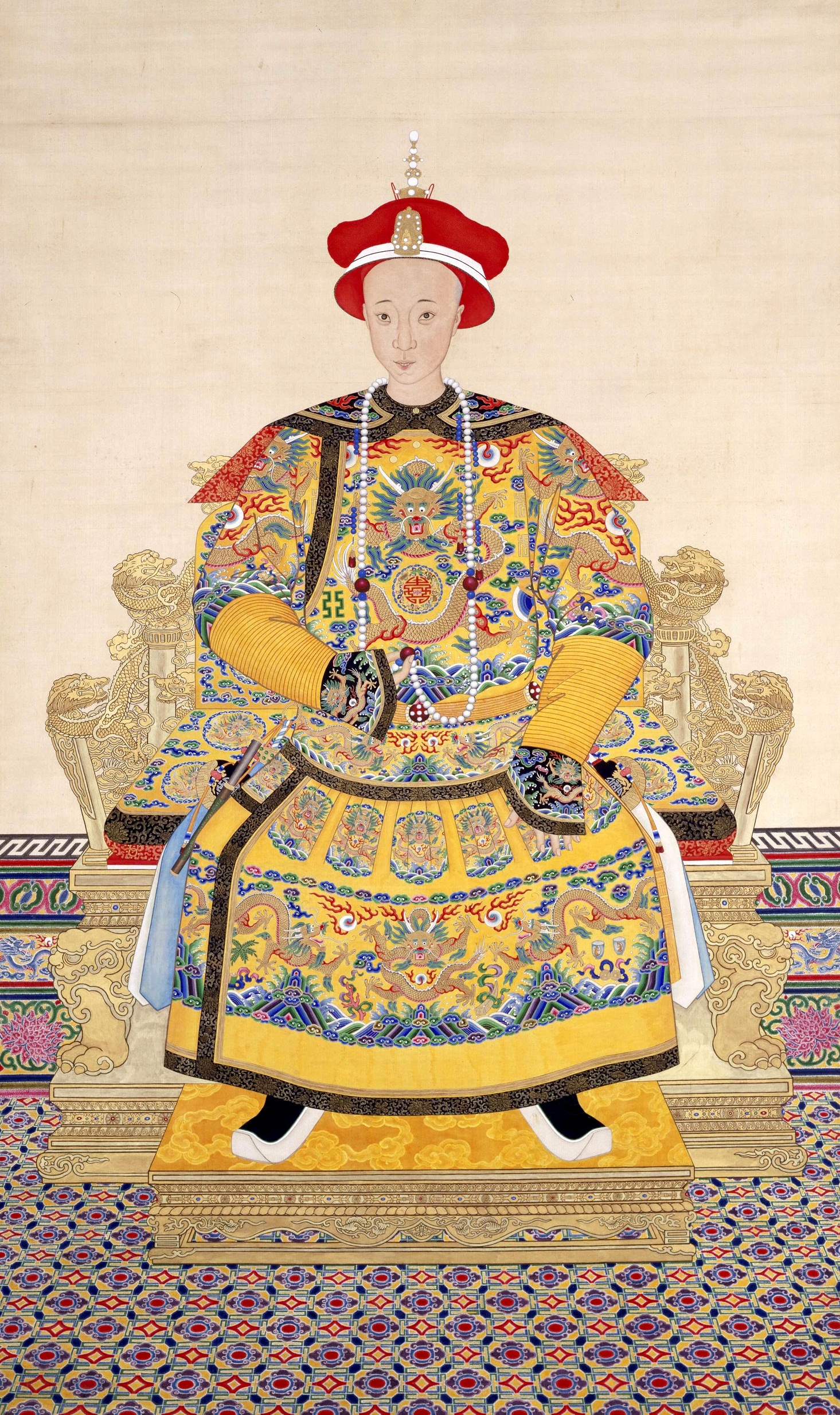
Тунчжи 1861-1875 Император Китая (Цин)
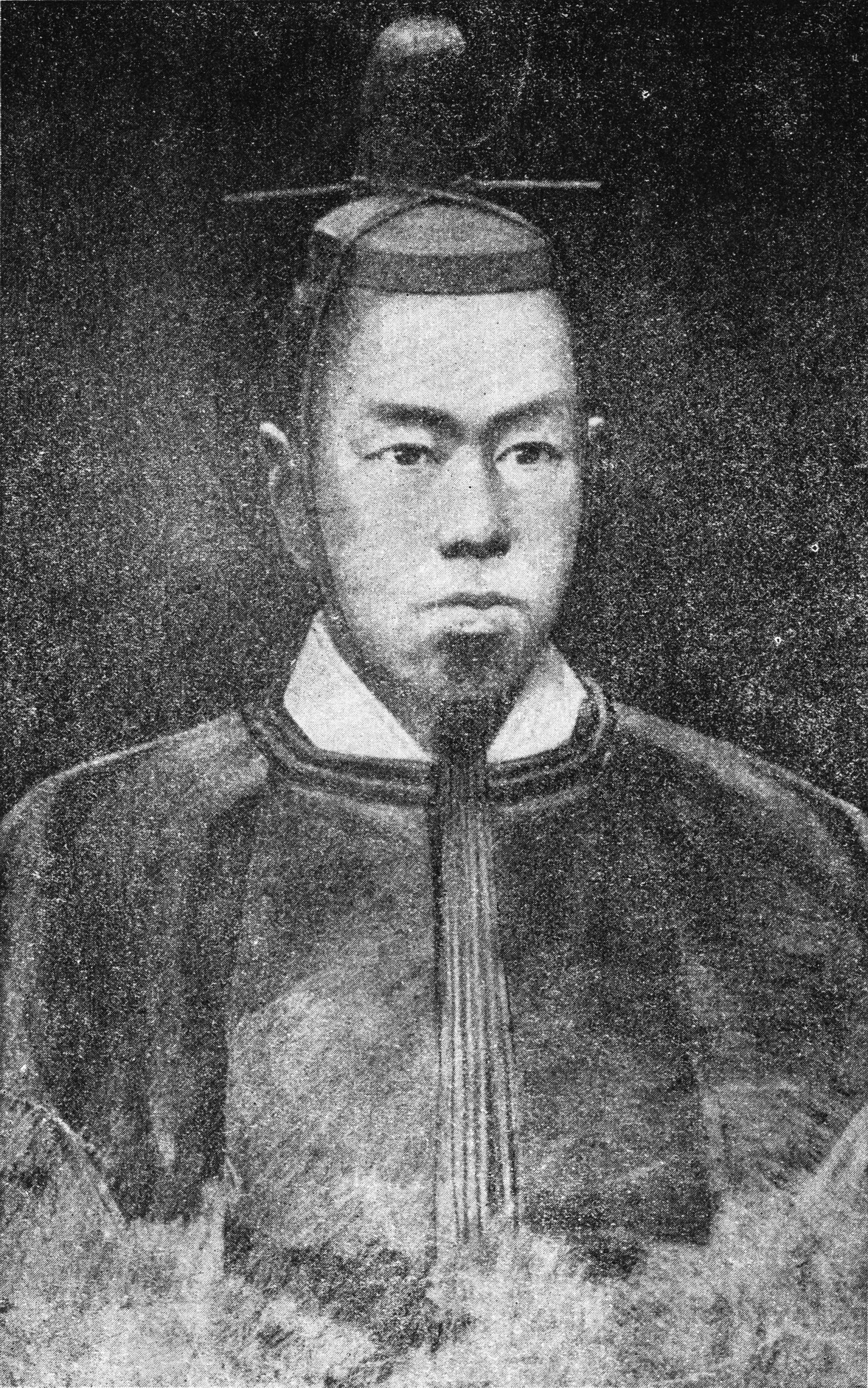
Комэй 1846-1867 Император  Японии
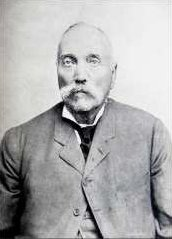
Мартинус Вессел Преториус 1864-1871 Президент Трансвааля
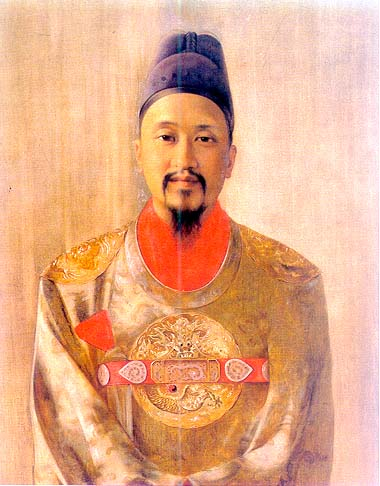
Коджон 1864-1897 Ван Чосона
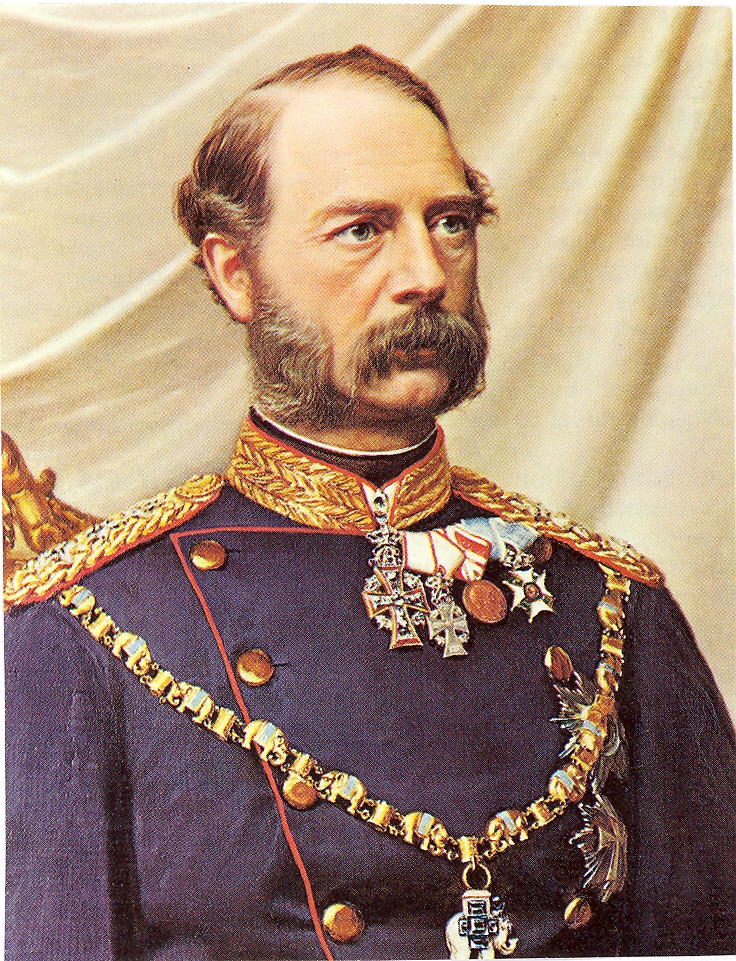
Кристиан IX 1863-1906 Король Дании
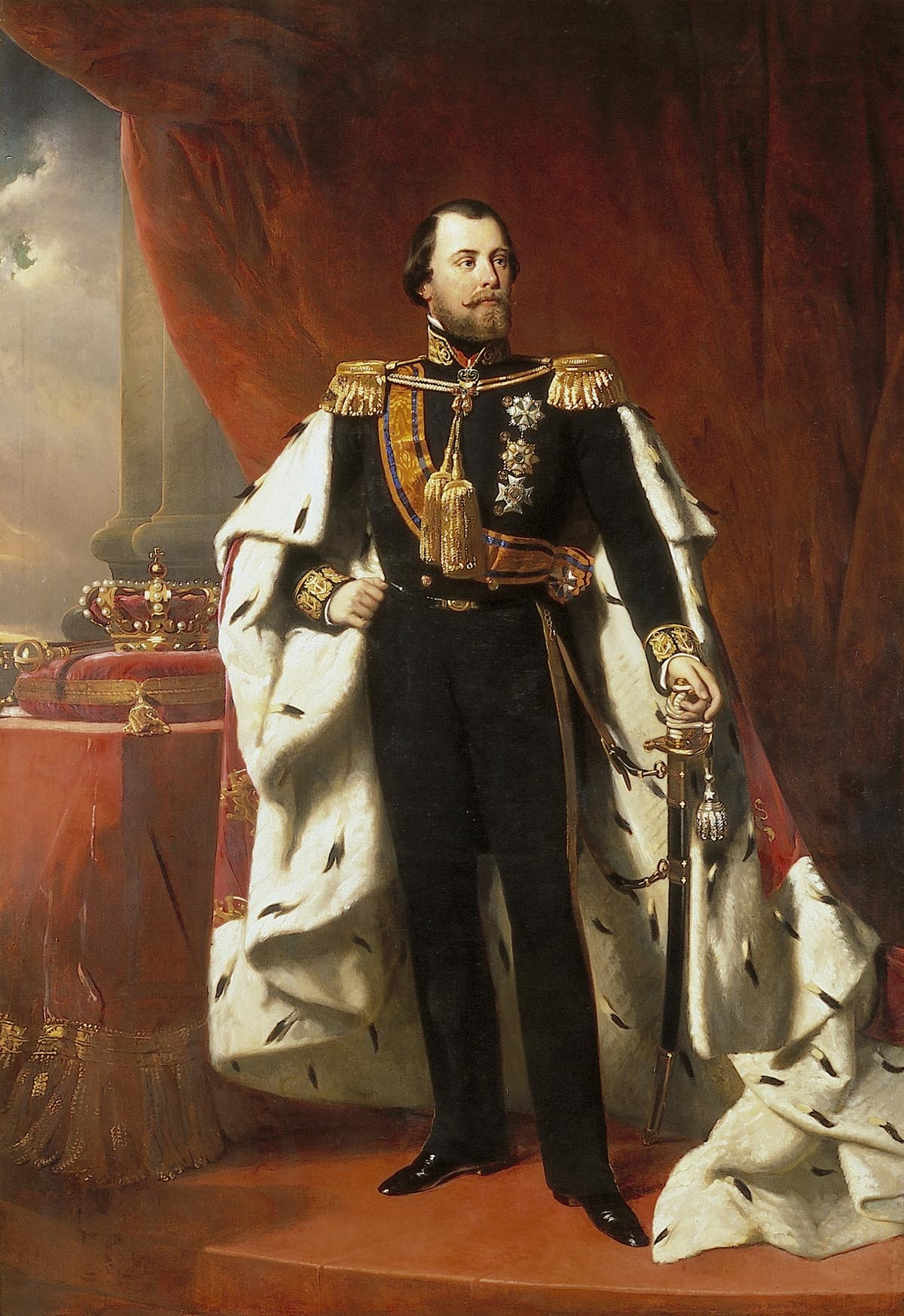
Виллем III 1849-1890 Король Нидерландов и великий герцог Люксембургский
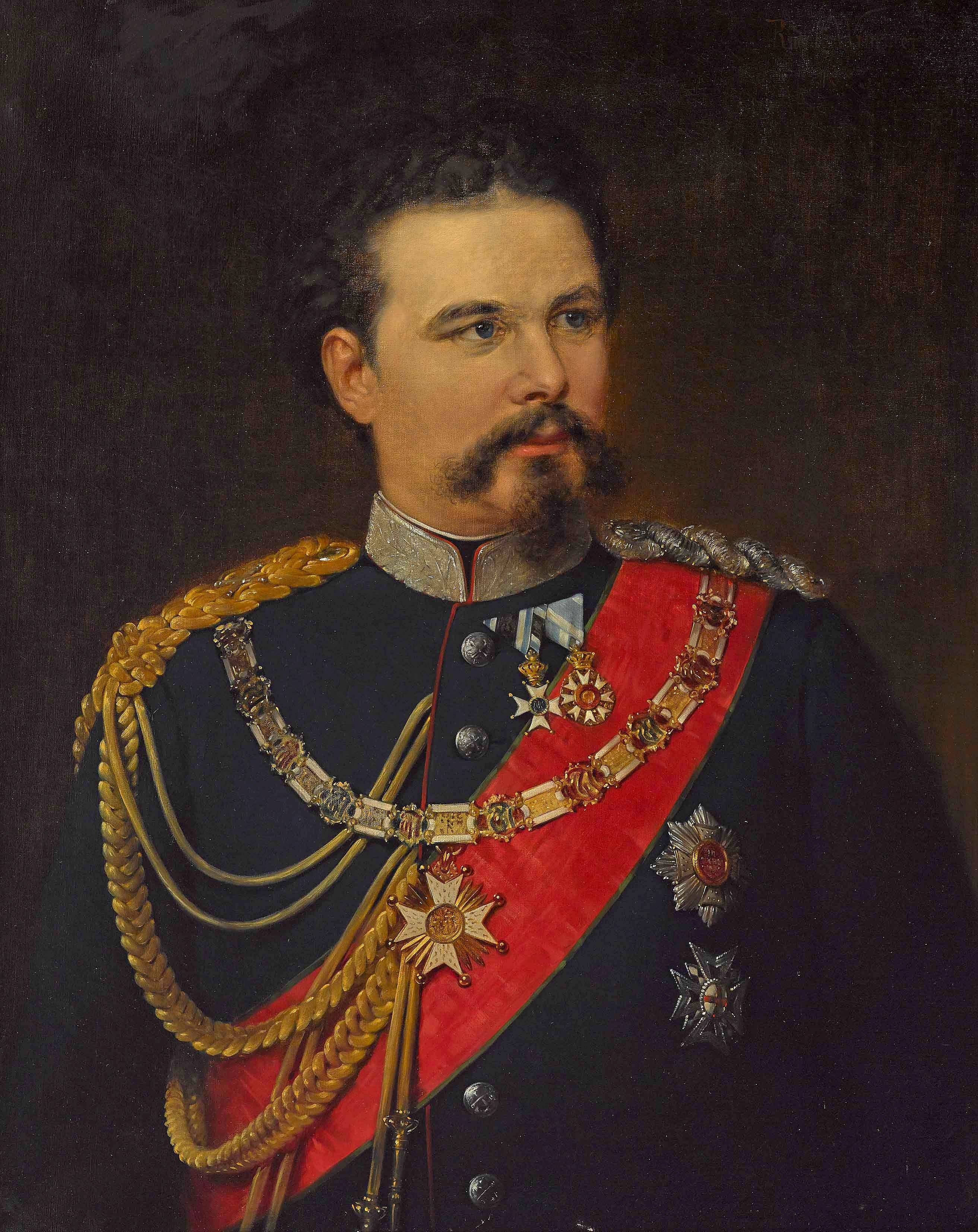
Людвиг II 1864-1886 Король Баварии
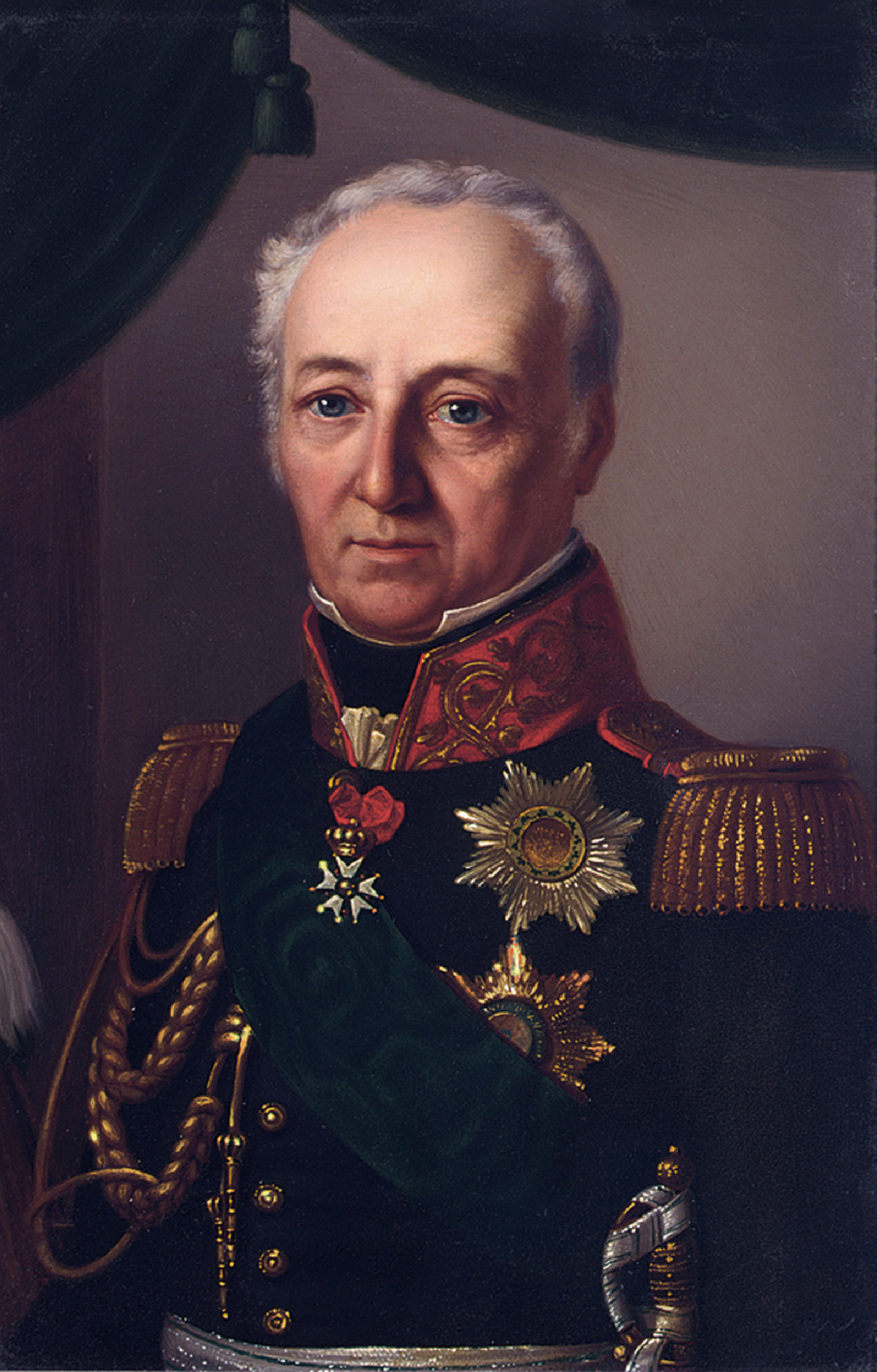
Иоганн 1854-1873 Король Саксонии
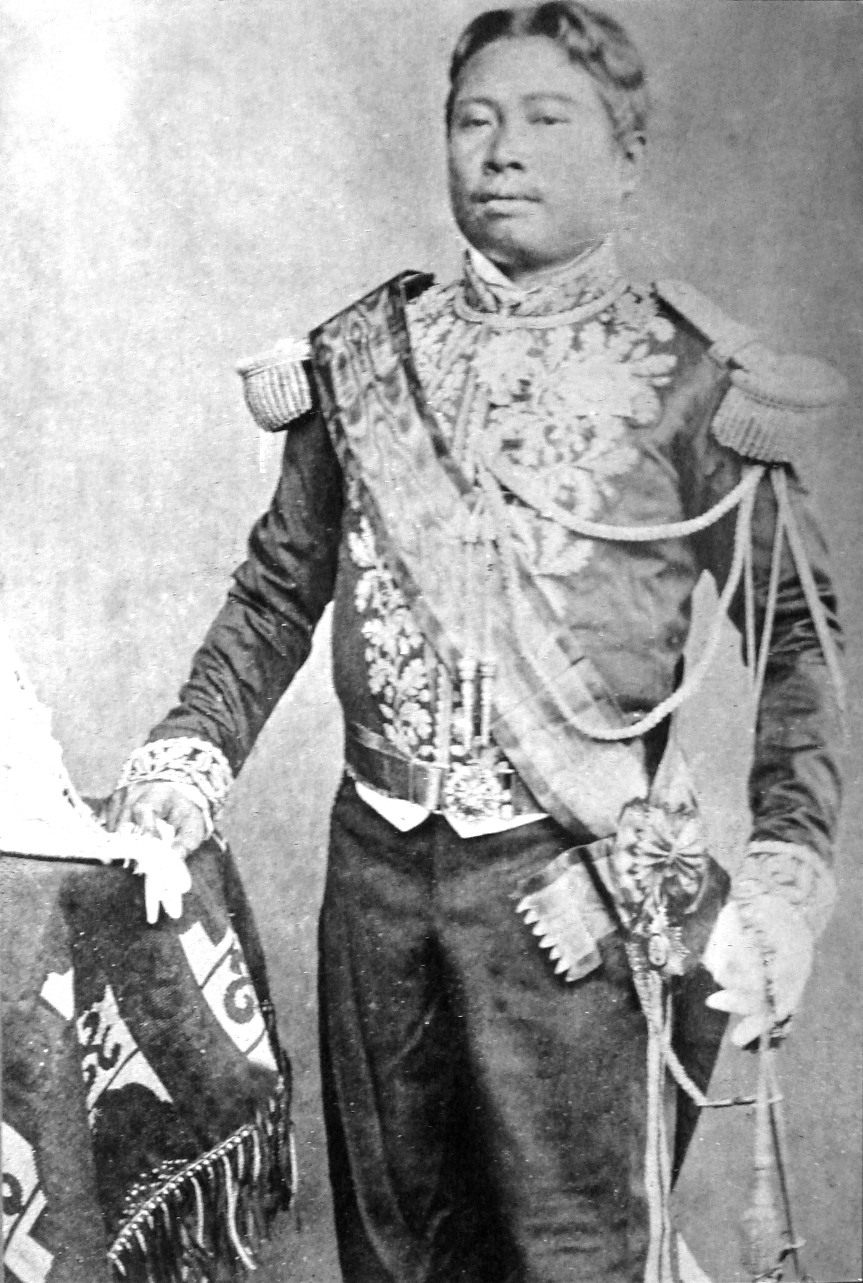
Нородом I 1860-1904 Король Камбоджи
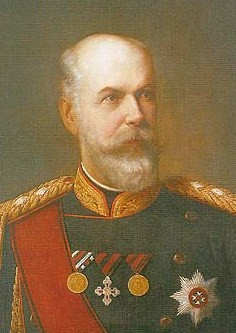
Карл I 1864-1891 Король Вюртемберга
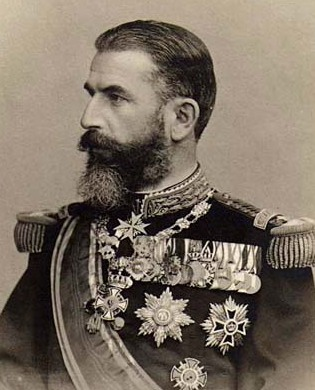
Кароль I 1866-1881 Господарь Молдовы и Валахии
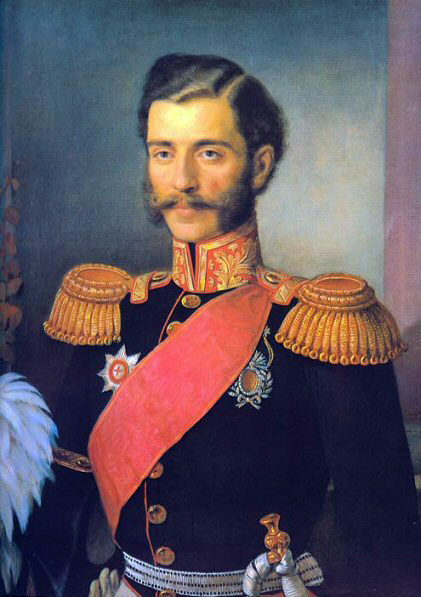
Михаил Обренович 1839-1842,1860-1868 Князь Сербии
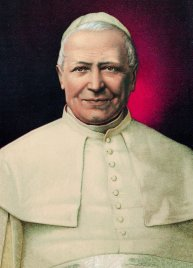
Пий IX 1846-1878 Папа Римский